# Epione exaridaria
Epione exaridaria är en fjärilsart som beskrevs av Ludwig Carl Friedrich Graeser 1840. Epione exaridaria ingår i släktet Epione och familjen mätare. Inga underarter finns listade i Catalogue of Life.